# Libreqda
LibreQDA es un software de código abierto orientado al análisis de datos cualitativos de investigación. 
El mismo tiene como finalidad principal el dar respuesta a la necesidad de equipos docentes y grupos de investigación, de contar con una herramienta libre para el análisis cualitativo de datos a modo de alternativa al conjunto de software privativo ya existente, siguiendo, claramente, la orientación política del movimiento de software libre y código abierto.

## Surgimiento
Esta es una iniciativa de colaboración de un equipo multidisciplinario de docentes e investigadores que trabajan en le marco de la Universidad de la República y de la Universidad Autónoma de Barcelona.

## Desarrollo

### Fase 1
En su primera etapa de programación, el software fue desarrollado por la empresa uruguaya Tryolabs gracias al apoyo financiero obtenido por parte de la Agencia Española de Cooperación Internacional y Desarrollo (AECID), en el marco del proyecto bilateral de desarrollo académico entre la Facultad de Psicología de la Universidad Autónoma de Barcelona (UAB) y la Universidad de la República (UDELAR).
La versión que culminara Tryolabs, no correspondió con una versión utilizable del programa por lo que se abrió un nuevo repositorio donde colocar toda la funcionalidad que aún le falta por completar al proyecto. 
En el momento actual, el proyecto no cuenta con una versión 100% utilizable por lo que no se recomienda para entornos de producción aunque si de enseñanza de análisis de datos cualitativos en investigación social.

## Líderes del proyecto
- Juan Muñoz Justicia (Prof. Tit. - UAB)
- Marc Bria
- Luis Alonzo Fulchi (enlace roto disponible en Internet Archive; véase el historial, la primera versión y la última). (Prof. Asistente. - UdelaR)
- Paribanú Freitas (Prof. Adj. - UdelaR)